# Svíčková na smetaně

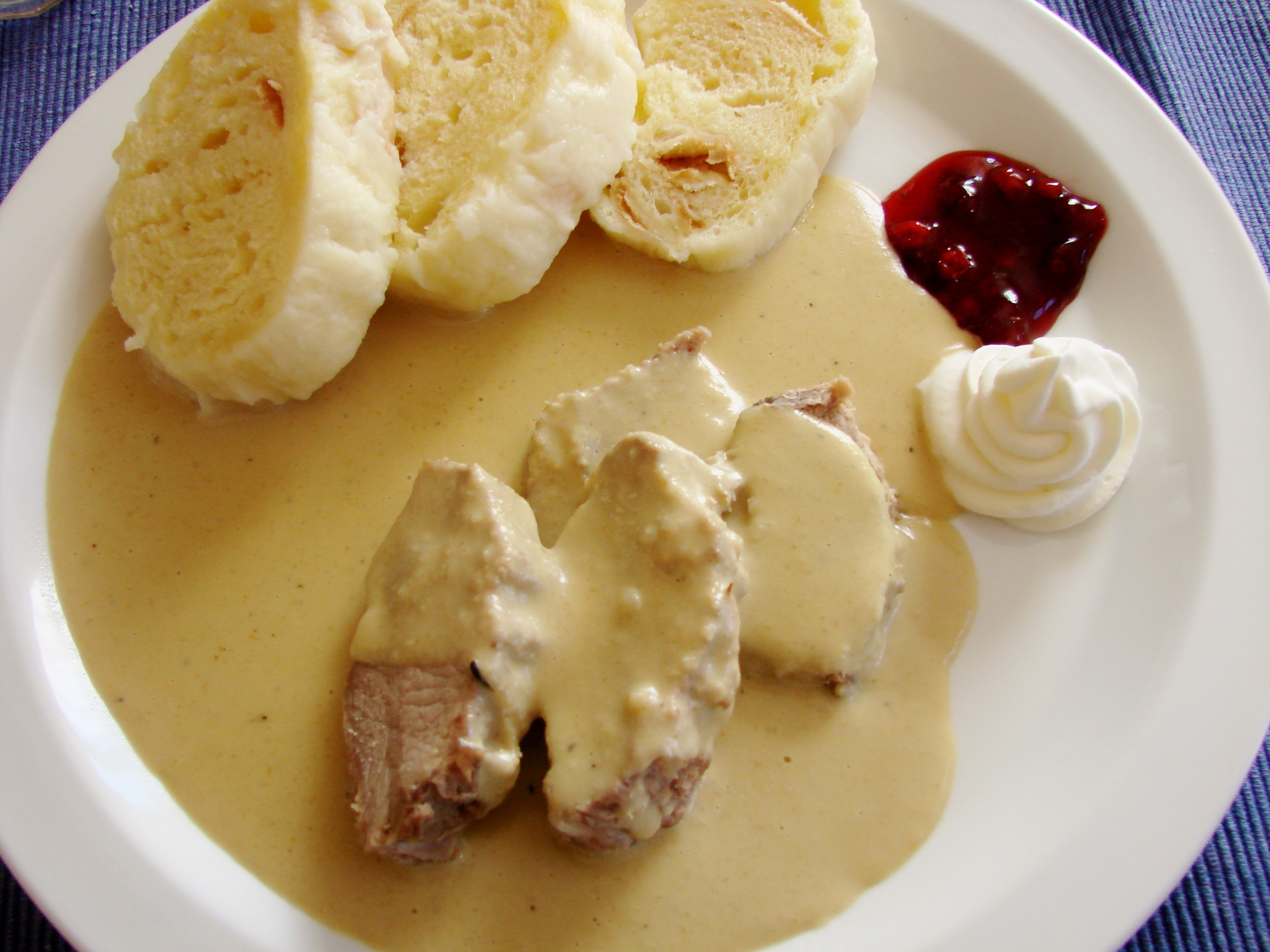
Svíčková na smetaně ăn kèm với bánh mì houskové knedlíky, kem tươi và mứt mạn việt quất.

Svíčková na smetaně (tạm dịch: thăn bò sốt kem - phiên âm [ˈsviːt͡ʃkɔvaː na smɛ.ta.ɲɛ]), là một trong những món ăn rất được ưa chuộng của người Séc. Nguyên liệu chính để làm ra món ăn này là thăn bò, cùng các loại rau củ như: cà rốt, củ mùi tây, củ cần tây, và hành tây; kết hợp với các gia vị là: tiêu đen, quả bách xù, tiêu Jamaica, lá nguyệt quế thêm sốt kem tươi. Svíčková na smetaně thường được ăn kèm với bánh mì houskové knedlíky (bánh mì hấp “tổ kén”).

## Cách làm
Thịt được chọn để làm svíčková na smetaně thường là thăn bò. Thịt được tẩm ướp với gia vị, rồi đem đảo trên chảo nóng cùng các loại rau củ cắt nhỏ bao gồm: cà rốt, củ mùi tây, củ cần tây, và hành tây. Tiếp theo, người ta sẽ đem hỗn hợp thịt và rau hầm cùng với các gia vị như: tiêu đen, quả bách xù, lá nguyệt quế. Sau đó, thịt sẽ được vớt ra để riêng, phần nước dùng còn lại sẽ được thêm kem sữa tươi để làm nước sốt.
Để trang trí món ăn, người ta bày trên đĩa những lát thịt bò phủ nước sốt, kèm theo bánh mì hấp “tổ kén”, kem tươi và mứt mạn việt quất. Trong nhiều nhà hàng tại Séc, người ta thường trang trí thêm vài lát chanh trên một đĩa Svíčková na smetaně.

## Các biến thể
Sau Chiến tranh Thế giới thứ Nhất, cộng đồng người Séc di cư đến Hoa Kỳ đã tạo ra nhiều biến tấu từ món Svíčková na smetaně truyền thống, và để lại bí quyết cho các thế hệ đi sau. Bên cạnh đó, chính khẩu vị ở địa phương từng vùng và các nguyên liệu tại đây đã ít nhiều ảnh hưởng lên cách chế biến ra món ăn. Chẳng hạn, món Svíčková được làm ở Chicago sẽ không có rau hầm với thịt để tạo ra nước sốt. Thay vào đó, người ta kết hợp các loại rau củ để tạo ra một loại nước sốt gần giống dầu giấm, rồi thêm tiêu xay và lá nguyệt quế.
Còn trong các nhà hàng chay ở Séc, thăn bò sẽ được thay thế bằng đậu nành, hoặc nấm mỡ chiên để tạo ra hương vị cho món Svíčková na smetaně.